# Spaniens Grand Prix 1969
Spaniens Grand Prix 1969 var det andra av elva lopp ingående i formel 1-VM 1969. Detta var det första F1-loppet som kördes på Montjuicbanan.

## Resultat
1. Jackie Stewart, Tyrrell (Matra-Ford), 9 poäng
2. Bruce McLaren, McLaren-Ford, 6
3. Jean-Pierre Beltoise, Tyrrell (Matra-Ford), 4
4. Denny Hulme, McLaren-Ford, 3
5. John Surtees, BRM, 2
6. Jacky Ickx, Brabham-Ford, 1

### Förare som bröt loppet
- Pedro Rodríguez, Reg Parnell (BRM) (varv 73, motor)
- Chris Amon, Ferrari (56, motor)
- Jack Brabham, Brabham-Ford (51, motor)
- Jo Siffert, R R C Walker (Lotus-Ford) (30, oljeläcka)
- Jochen Rindt, Lotus-Ford (19, olycka)
- Piers Courage, Williams (Brabham-Ford) (18, motor)
- Graham Hill, Lotus-Ford (8, olycka)
- Jackie Oliver, BRM (1, oljerör)